# Moselhöhenweg

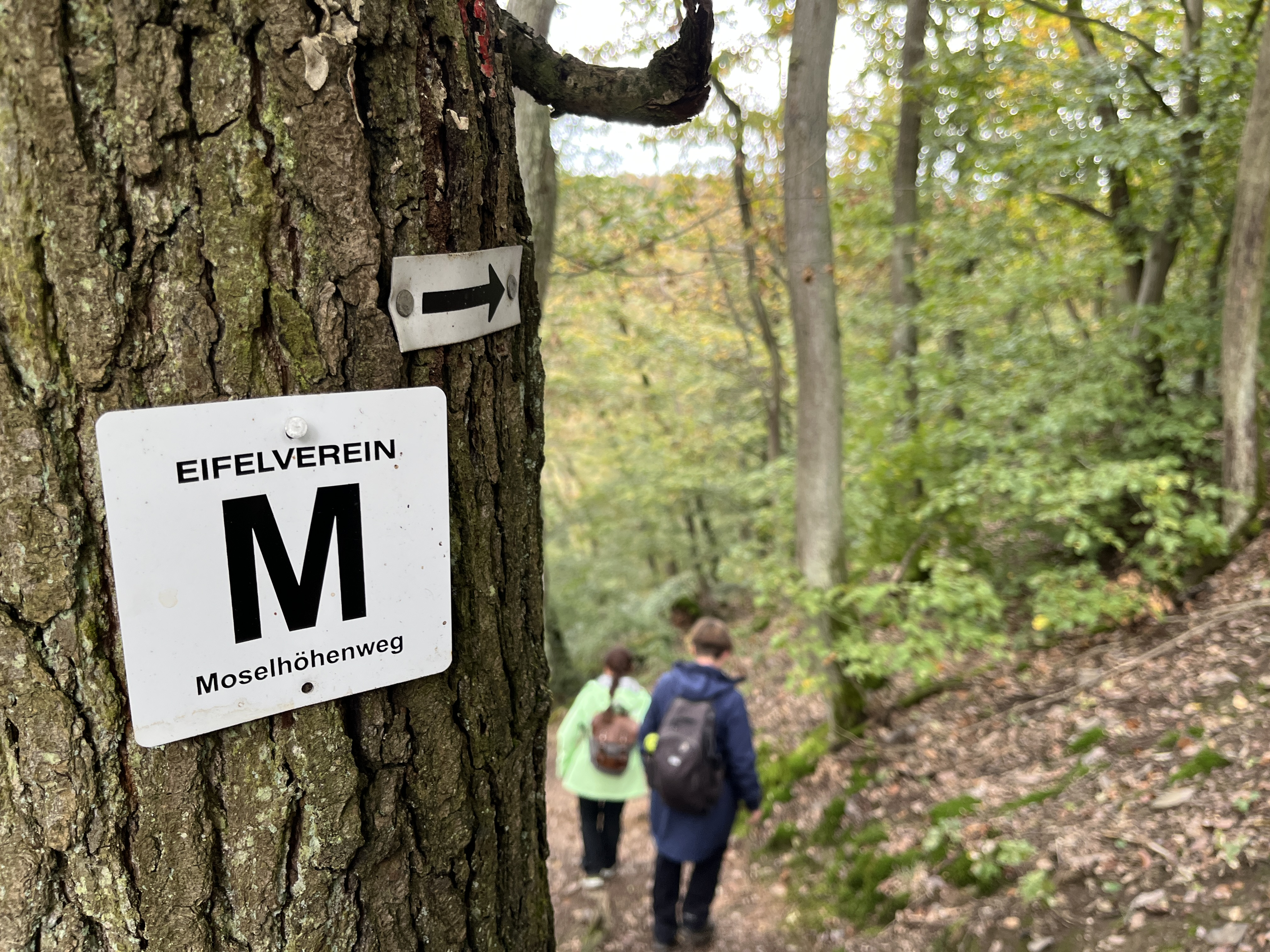
Wegkennzeichnung Moselhöhenweg, weiß

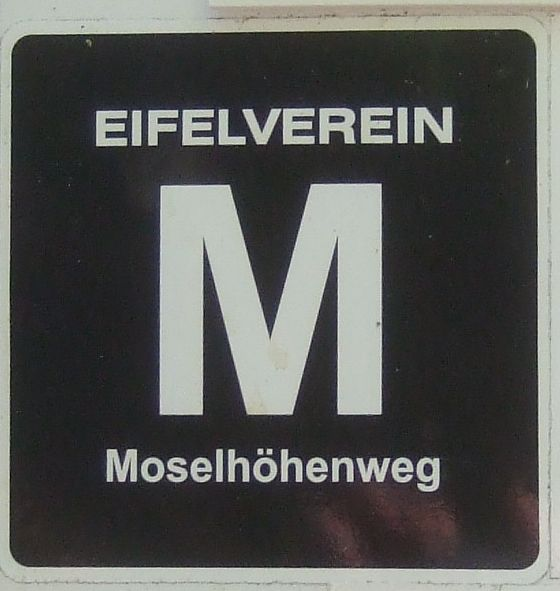
Alte Wegkennzeichnung Moselhöhenweg, schwarz

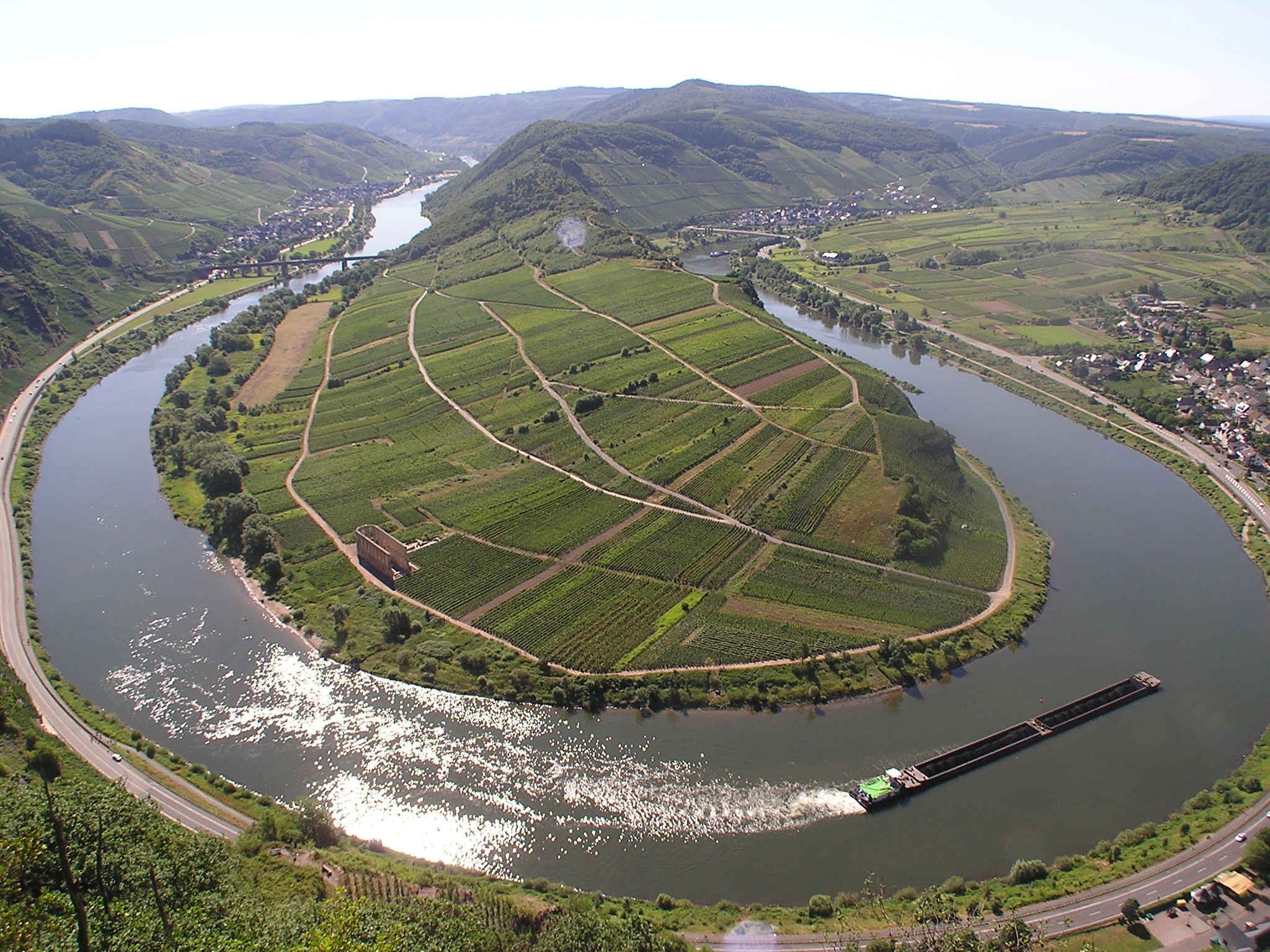
Moselschleife bei Bremm

Der Moselhöhenweg ist ein Wanderweg auf beiden Seiten der Mosel.
Der Moselhöhenweg wurde im Jahre 1910 vom Verein für Mosel, Hochwald und Hunsrück beiderseits der Mosel von Trier nach Koblenz ausgezeichnet. 1972 übergab der Hunsrückverein, wie er sich inzwischen nannte, den linksseitigen Moselhöhenweg in die Obhut des Eifelvereins. So feierte der Moselhöhenweg im Jahre 2010 sein 100. Jubiläum. Auf der Hunsrückseite verläuft er von Koblenz bis Perl. Markierung ist ein weißes M auf grünem Hintergrund. Hier wird allerdings nicht mehr durchgängig beschildert. Auf der anderen Moselseite startet er an der deutsch-luxemburgischen Grenze in Wasserbilligerbrück und führt an Trier vorbei nach Schweich und weiter bis Koblenz (insgesamt etwa 185 km). Einheitliches Markierungszeichen ist hier ein schwarzes M auf weißem Spiegel/Hintergrund. Nicht immer verläuft der Moselhöhenweg parallel zum Flusslauf. Er schneidet einige Moselschleifen ab, um ein anderes Mal schönen Aussichtspunkten wegen der Windungen zu folgen. Man kann auch die beiden Wanderwege miteinander kombinieren, an interessanten Orten die Moselseiten wechseln (hierzu bieten sich u. a. Moselhöhenverbindungswege an) und auch lokale Wanderwege nutzen. Bekanntere Fernwanderwege, die an der Mosel beginnen, sind die über den Hunsrück führenden Wege Ausoniusstraße ab Trier und der Keltenweg Nahe–Mosel, der bei Treis-Karden oder Senheim beginnt.

## Orte am Weg (Auswahl)
Eifelseite (185 km):
Wasserbillig – Trier – Schweich – Klüsserath – Monzel – Lieser – Bernkastel-Kues – Ürzig – Alf – Cochem – Klotten – Pommern – Treis-Karden – Burg Eltz – Lasserg – Hatzenport – Moselsürsch – Lehmen – Kobern-Gondorf – Koblenz-Güls
Hunsrückseite (ca. 262 km):
Koblenz – Waldesch – Alken – Brodenbach – Beulich – Lütz – Treis-Karden – Beilstein – Zell – Enkirch – Traben-Trarbach – Bernkastel-Kues – Monzelfeld – Papiermühle – Riol – Ruwer – Trier – Konz – Wincheringen – Perl

## Markierung
Der Weg ist mit einem „M“ beschildert.

## Sehenswürdigkeiten
- Trier mit seinen römischen Baudenkmälern
- Moselschleife bei Bremm und steilster Weinberg Europas
- der Calmont-Klettersteig
- Beilstein mit seiner Burgruine
- Reichsburg Cochem
- Treis-Karden – mit dem sogenannte „Moseldom“, die bedeutendste Kirche an der Mosel zwischen Trier und Koblenz
- Steile Weinberge an der Untermosel
- Festung Ehrenbreitstein gegenüber dem Deutschen Eck, bei dem die Mosel in den Rhein fließt